# František Sedlák
František Sedlák (1. srpna 1925 Dubnica nad Váhom – 10. září 1998 Bratislava) byl slovenský archivář a historik.

## Život
V roce 1950 vystudoval historii a češtinu na Filozofické fakultě Univerzity Komenského v Bratislavě. Pracoval jako archivář v Půdohospodářském archivu a po archivní reorganizaci v roce 1954 ve Státním slovenském ústředním archivu, kde zastával funkci vedoucího oddělení dějin feudalismu a zástupce ředitele archivu. Vedle archivní práce externě vedl v letech 1966 – 1978 na Filozofické fakultě Univerzity Komenského přednášky o patrimoniální správě a jejích písemnostech. Ze své vědecké činnosti publikoval zejména studie a články z archivářství, dějin správy a diplomatiky.

## Výběr z díla
- K základným otázkam archívnych fondov rodov a panstiev I.-II. In: SlArchiv, 1966, č. 1 – 2.
- Klasifikácia písomností patrimoniálnej správy. In: SlArchiv, 1982, č. 2.
- Genéza, rozvoj a úpadok slovenského zemianstva. In: SlArchiv, 1983, č. 2.
- Vývoj a ochrana rodových archívov. In: SlArchiv, 1984, č. 2.
- K problematike evidencie a spracúvania stredovekých listín. In: SlArchiv, 1987, č. 2.
- Problematika vzťahu archivistiky k diplomatike. In: SlArchiv, 1990, č. 1.
- Rozvoj štúdia paleografie na báze novodobých písomností. In: SlArchiv, 1991, č. 1.